# Jochen Mai
Jochen Mai (geboren 1968) ist ein deutscher Journalist, Blogger, Autor und Unternehmer.

## Leben und Karriere
Jochen Mai schloss sein Studium der Volkswirtschaftslehre an der Universität zu Köln mit Diplom ab. 2007 gründete er den Jobblog Karrierebibel.de, der mit rund 4 Millionen Lesern im Monat zu den bekanntesten in Deutschland gehört. Zu dem Blog veröffentlichte er auch ein eigenes Buch mit dem Titel Die Karriere-Bibel, das zum Bestseller wurde. 2009 zeichnete die Stiftung Warentest das Buch als empfehlenswert aus und er erhielt den LeadAward für seinen Blog. Später veröffentlichte er 4 weitere Bücher. Im Jahr 2022 erschienen im Verlag "Books4Success" (Börsenmedien) 3 weitere Bücher in der neuen Buchreiche "Karrierebibel-Bibliothek", die auch im Jahr 2023 fortgesetzt wird. Seine Bücher wurden insgesamt in 11 verschiedene Sprachen übersetzt. Er betreibt außerdem die Partnerwebseiten Karrierefragen.de (Ratgeber-Community) und Karrieresprung.de (Jobbörse). 
Bevor er sich selbständig gemacht hat, arbeitete er zwei Jahre als Social Media Manager bei Yello Strom und leitete 13 Jahre bei dem Wirtschaftsmagazin Wirtschaftswoche das Ressort „Beruf+Erfolg“. Mai arbeitet außerdem als Dozent an der Technischen Hochschule Köln und hält Fachvorträge auf Messen, Kongressen und Firmenveranstaltungen. Er schrieb darüber hinaus mehrere Artikel für Die Zeit, den Spiegel, die Bild-Zeitung, Die Welt und das Handelsblatt und führte mehrere Interviews mit Radiosendern.
Seit Juni 2023 ist Mai TV-Jobcoach im neuen VOX-Format Job Switch – zum Glück gekündigt.

## Veröffentlichte Bücher
- Die Karriere-Bibel, Deutscher Taschenbuch Verlag, 2008, letzte Auflage 2019, ISBN 978-3-423-28985-6.
- Ich denke, also spinn ich, Deutscher Taschenbuch Verlag, 2011, ISBN 978-3-423-24873-0.
- Die Büro-Alltags-Bibel, Deutscher Taschenbuch Verlag, 2010, letzte Auflage 2017, ISBN 978-3-423-41251-3
- Warum ich losging, um Milch zu kaufen, und mit einem Fahrrad nach Hause kam: Was wirklich hinter unseren Entscheidungen steckt, 2016, letzte Auflage 2020, ISBN 978-3-423-34936-9.
- Die perfekte Bewerbung, Books4Success, 2022, ISBN 978-3-86470-868-8.
- Fit fürs Vorstellungsgespräch, Books4Success, 2022, ISBN 978-3-86470-866-4.
- Ich verdiene mehr!, Books4Success, 2022, ISBN 978-3-86470-870-1.
- Du bist dein Erfolg!, Books4Success, 2023, ISBN 978-3-86470-874-9.
- Jobwechsel – jetzt!, Books4Success, 2023, ISBN 978-3-86470-872-5.